# هوانوردی خصوصی

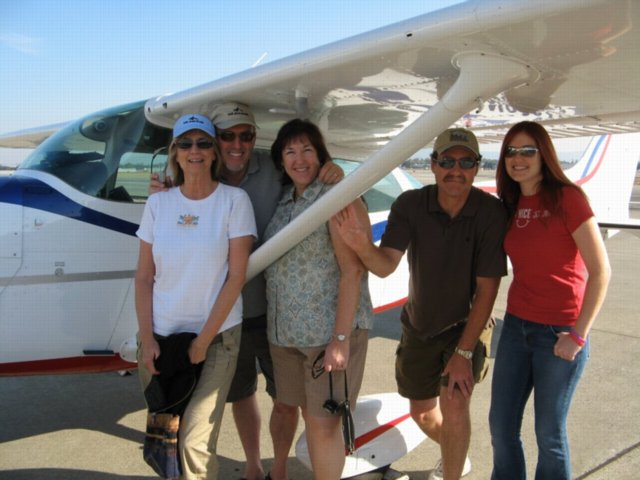
یک خانواده به همراه خلبان خصوصی خود برای پرواز با سسنا ۱۷۲

هوانوردی خصوصی بخشی از هوانوردی غیر نظامی است که شامل هوانوردی تجاری نمی‌شود.
در بسیاری از کشورها هوانوردی خصوصی برابر با هوانوردی عمومی در نظر گرفته می‌شود. اما این مسئله در جهت عکس، درست نیست. یعنی بسیاری از پروازهای هوانوردی عمومی (مانند تبلیغ هوایی، چارتر هوایی، هواپیمای کشاورزی و غیره) تجاری هستند. زیرا در همگی آنها خلبان برای کار خود دستمزد دریافت می‌کند. بسیاری از خلبانان خصوصی برای تفریح شخصی خود یا همراهی با خانواده و دوستان خود پرواز می‌کنند.
در هوانوردی خصوصی، به خلبان، پولی پرداخت نمی‌شود و عموماً تمام هزینه‌های پرواز به عهده خود او است. در بعضی اوقات ممکن است این هزینه از سوی مسافران پرداخت شود.
در بسیاری از کشورها به نسبت هوانوردی تجاری، برای هوانوردی خصوصی، سختگیری کمتری برای استانداردها در نظر گرفته می‌شود. مثلاً در کانادا و آمریکا صاحبان هواپیما اجازه دارند بعضی کارهای تعمیر و نگهداری هواپیما (مانند تعویض روغن یا چرخ هواپیما) را انجام دهند. این افراد نیاز به داشتن سطح مهارت بالایی در آزمون‌های پرواز ندارند و آزمایش‌های پزشکی کمتری از آنها گرفته می‌شود.
گواهینامه این افراد از نوع گواهینامه خلبانی شخصی است.